# Höchberg
Höchberg es un municipio situado en el distrito de Wurzburgo, en el estado federado de Baviera (Alemania), con una población a finales de 2016 de unos 9324 habitantes.
Se encuentra ubicado al noroeste del estado, en la región de Baja Franconia, cerca de la orilla del río Meno, de la ciudad de Wurzburgo y de la frontera con el estado de Baden-Wurtemberg.